# Parafia Świętych Piotra i Pawła w Kosiskach
Parafia Świętych Piotra i Pawła w Kosiskach – parafia rzymskokatolicka w dekanacie prochowickim w diecezji legnickiej.